# Piñeira
San Cristovo de Piñeira és una parròquia gallega del municipi de Ribas de Sil a la comarca de Quiroga, a Lugo. L'any 2021 tenia 20 habitants (13 homes i 7 dones) distribuïts en 3 entitats de població, el que suposa una disminució de 25 habitants amb relació a l'any 2000.

## Demografia
Es divideix en tres nuclis de població que són els següents:
| Entitat de població | Habitants (2021) |
| ------------------- | ---------------- |
| Figueiredo          | 12               |
| Piñeira de Abaixo   | 2                |
| Piñeira de Arriba   | 6                |
| Total:              | 20               |

## Geografia
Es troba al marge esquerre del riu Sil, amb el que limita per l'est. Limita amb les parròquies de Bendollo (Quiroga) al nord, Bendilló i Vilaster (Quiroga) a l'est, Peites al sud, i Soutordei a l'oest.